# Resolució 459 del Consell de Seguretat de les Nacions Unides
La Resolució 459 del Consell de Seguretat de les Nacions Unides, fou aprovada el 19 de desembre de 1979, després de recordar resolucions 425 (1978), 426 (1978), 427 (1978), 434 (1978), 444 (1979) i 450 (1979) i considerant l'informe del Secretari General de les Nacions Unides sobre la Força Provisional de les Nacions Unides al Líban (FPNUL), el Consell va expressar ansietat sobre el futur de la Força, citant les amenaces a la seva llibertat de moviment, seguretat i seguretat de la seva seu.
El Consell va reiterar els objectius de la Força, establerts en les resolucions 425 i 450 que s'han d'assolir. La resolució va assenyalar els esforços del Govern del Líban per elaborar un programa d'acció amb el Secretari General, així com els seus esforços per obtenir el reconeixement internacional per a la protecció dels jaciments arqueològics a Tir. També va reafirmar la validesa de l'acord d'armistici general entre Israel i Líban, i va instar a ambdues parts a reactivar les Comissions Mixtes d'Armistici
La resolució es va encomanar a la UNIFIL pels seus esforços i va ampliar el seu mandat fins al 19 de juny de 1980. El Consell també va advertir que la contínua obstrucció de la Força serà considerada amb noves accions les Nacions Unides sota els Capítols apropiats a la Carta de les Nacions Unides.
La resolució va ser adoptada per 12 vots contra cap, mentre que Txecoslovàquia i la Unió Soviètica es van abstenir i la República Popular de la Xina no hi participà.